# Kontroler ruchu naziemnego
Kontroler ruchu naziemnego (ang. GND - Ground Controller) – kontroler ruchu lotniczego pełniący służbę służba kontroli ruchu lotniczego wobec statków powietrznych znajdujących się na polu manewrowym lotniska kontrolowanego. 
Jego zadaniem jest zapobieganie kolizjom statków powietrznych między sobą oraz pomiędzy statkiem powietrznym i pojazdami lub innymi przeszkodami na polu manewrowym.
Zwykle obszar odpowiedzialności kontrolera ruchu naziemnego stanowią drogi kołowania. Przed zajęciem przez statek powietrzny drogi startowej przekazywany jest on pod opiekę kontrolerowi lotniska (TWR - "tower", czyli tzw. "wieża"). Dla statków powietrznych przylatujących kontroler pełni swą służbę zwykle od momentu opuszczenia przez nie drogi startowej do momentu dojazdu na stanowisko postojowe lub wjazdu na płytę postojową (tam na niektórych lotniskach pełniona jest służba przez tzw. kontrolerów płyty postojowej - apron controllers, która nie jest już służbą kontroli ruchu lotniczego).